# Коатаскорн
Коатаско́рн (фр. Coatascorn, брет. Koadaskorn) — коммуна во Франции, находится в регионе Бретань. Департамент — Кот-д’Армор. Входит в состав кантона Бегар. Округ коммуны — Ланьон.
Код INSEE коммуны — 22041.

## География
Коммуна расположена приблизительно в 420 км к западу от Парижа, в 135 км северо-западнее Ренна, в 40 км к северо-западу от Сен-Бриё.

## Население
Население коммуны на 2016 год составляло 256 человека.
| 1962 | 1968 | 1975 | 1982 | 1990 | 1999 | 2008 | 2016 |
| ---- | ---- | ---- | ---- | ---- | ---- | ---- | ---- |
| 231  | 281  | 244  | 211  | 209  | 226  | 253  | 256  |

## Экономика

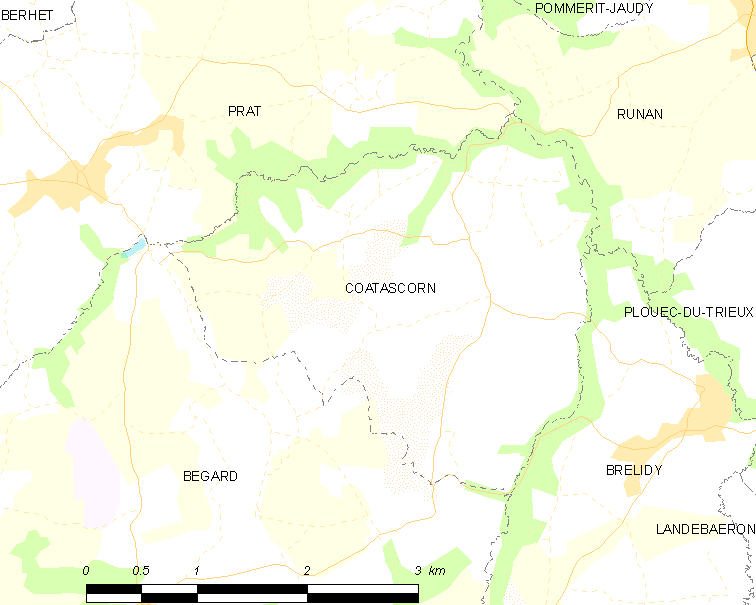
Карта коммуны

В 2007 году среди 158 человек в трудоспособном возрасте (15—64 лет) 117 были экономически активными, 41 — неактивными (показатель активности — 74,1 %, в 1999 году было 74,8 %). Из 117 активных работали 110 человек (62 мужчины и 48 женщин), безработных было 7 (3 мужчин и 4 женщины). Среди 41 неактивных 17 человек были учениками или студентами, 10 — пенсионерами, 14 были неактивными по другим причинам.